# Murciélagos de Paraguaná
Los murciélagos paraguaneros constituyen una fracción importante de los mamíferos de la península de Paraguaná, donde cumplen un importante papel en la economía local, aun cuando representan sólo 5,6% de los quirópteros conocidos en Venezuela.
Para su alimentación, basada en el consumo de insectos o el néctar de algunas flores y frutos (no se conoce la presencia de hematófagos o vampiros en Paraguaná), estos animales contribuyen cada noche con el control de gran cantidad de plagas, así como con la polinización y la dispersión de semillas de muchas plantas típicas de zonas áridas de Venezuela, como el cardón de dato y el sisal.
De las ocho especies de murciélagos que habitan en Paraguaná, cinco son de hábitos cavernícolas, incluyendo el nectarívoro migratorio Leptonycteris curasoae, que forma colonias reproductoras muy numerosas durante cuatro meses al año. Integran estas colonias una población residente e individuos que, probablemente, vienen de otras regiones de Venezuela y las islas vecinas. De especial importancia es el murciélago bigotudo de Paraguaná (Pteronotus paraguanensis), el cual es endémico de la península, es decir, esta especie se encuentra únicamente en Paraguaná. Estas particularidades de los murciélagos paraguaneros imponen la necesidad de diseñar medidas para su conservación, debido a que los mismos son componentes claves de la diversidad biológica de la región.

## Cuevas de Paraguaná, refugios para murciélagos
En la península de Paraguaná se encuentra un conjunto de cavernas o simas, asentadas en un sustrato coralino fosilizado de origen pliocénico (hace aproximadamente 20 millones de años), las cuales deben su origen a la acción de corrientes submarinas y fenómenos de colapso del sustrato que las conforma.
En el interior de estas cuevas se generan condiciones ambientales excepcionales y diferentes a las halladas en cavernas de otras regiones del país. Predominan temperaturas relativamente elevadas y constantes (aprox. 37 °C), así como una humedad cercana a 90%. Por ello se les ha dado el nombre de cuevas calientes; éstas constituyen el hábitat preferido por cinco especies de murciélagos (cuatro insectívoras y una nectarívora). Las colonias de estos murciélagos utilizan las cuevas como refugios y sitios para la reproducción, ya que actúan como verdaderas incubadoras de sus crías.
El desconocimiento de los valores ecológicos y socioeconómicos de los murciélagos paraguaneros ha sido la causa principal de los daños y perturbaciones a sus colonias y refugios. Afortunadamente, las iniciativas adelantadas por un grupo de instituciones locales y nacionales han permitido reducir estos impactos, contribuyendo con la preservación de este importante patrimonio natural.

### Cueva El Pico, patrimonio del Municipio Los Taques

Dato, fruto del cardón, uno de los alimentos de los murciélagos de Paraguaná.

La cueva El Pico se encuentra en el Municipio Los Taques y el resto en el Municipio Falcón. Durante la primera mitad del siglo pasado estas cuevas eran aprovechadas para la extracción y el comercio del guano producido por los murciélagos. Sin embargo, en la actualidad esta actividad no se realiza y las cuevas son poco conocidas por los paraguaneros, aunque con frecuencia son visitadas por personas que, debido al desconocimiento de los valores ecológicos y socioeconómicos de los murciélagos paraguaneros, pudieran generar daños o perturbaciones a sus colonias. La cueva de El Pico se encuentra entre las más amenazadas, por estar asociada con uno de los principales ejes de desarrollo turístico de la península. La misma es habitada por las cinco especies de murciélagos cavernícolas de Paraguaná y durante cuatro meses del año se convierte en uno de los principales sitios de reproducción del murciélago polinizador y dispersor de las semillas del cardón de dato. Dicha colonia está integrada por miles de individuos, la mayoría hembras, provenientes de otras regiones o residentes de la península.

## Iniciativas para la conservación
Las cuevas de Paraguaná y su fauna asociada han sido objeto de varias iniciativas de investigación y conservación, algunas de ellas promovidas por instituciones locales como la Universidad Nacional Experimental Francisco de Miranda, Infalcosta y organizaciones comunitarias (principalmente en la Serranía de Montecano, Municipio Falcón). Actualmente la Asociación Venezolana para la Conservación de Áreas Naturales (ACOANA), mediante un convenio con la Alcaldía de Los Taques y con el apoyo de Bat Conservation International. U.S. Fish and Wildlife Service, Wildlife Conservatión Society, El Ministerio de Educación y el Ministerio del Ambiente y de los Recursos Naturales, desarrolla un programa de actividades orientadas a promover la protección del sistema cavernario de Paraguaná (con énfasis en la cueva El Pico) y preservar los servicios ecológicos que aportan los murciélagos paraguaneros. 